# Castelanii
Castelanii este un film românesc din 1967 regizat de Gheorghe Turcu după un scenariu inspirat în mod liber din piesa de teatru Nuntă la castel (Tékozló szerelem, 1962) a lui András Sütő. Rolurile principale au fost interpretate de actorii Marcel Anghelescu, Colea Răutu, Tudorel Popa și Radu Beligan.

## Rezumat
Într-un sat din Ardeal, Mădăraș, președintele coooperativei „Spicul de aur”, și contabilul ei, Golovici, realizează venituri mari prin vânzarea produselor în afara circuitului agricol. Tânărul agronom Ștefan Dimitriu, de curând repartizat aici, cere hotărât să se aprobe desecarea mlaștinilor de pe sute de hectare și crearea unui sistem de irigare, folosind apele bălții. Balta înseamnă pentru președinte și contabil pește, pui de baltă și papură, marfă care se vinde ușor la oraș. Conflictul va fi dezvoltat de Manole, specialistul venit de la București pentru a constata dacă balta întrunește condițiile necesare unui monument al naturii. Manole va decide: lucrările de asanare vor fi începute imediat, iar Mădăraș și Golovici, destituiți, vor avea timp să mediteze asupra paradisului pierdut.

## Distribuție
Distribuția filmului este alcătuită din:
- Marcel Anghelescu — Mădăraș, președintele CAP-ului „Spicul de aur”
- Colea Răutu — Aron Ignat, paznicul bețivan al cooperativei
- Tudorel Popa — Golovici, contabilul cooperativei, omul de încredere al lui Mădăraș
- Margit Kőszegi — Tereza, țărancă văduvă, mama Măriucăi, clopotara bisericii (menționată Margit Köszegi)
- Ilinca Tomoroveanu — Măriuca, horticultoare tânără, fiica Terezei
- Traian Stănescu — Ștefan Dimitriu, un tânăr inginer agronom repartizat la CAP-ul „Spicul de aur”
- Ștefan Tapalagă — Gal, preotul reformat al satului, care o iubește pe Măriuca
- Vasilica Tastaman — Aneta, iubita lui Golovici
- Lazăr Vrabie — Crevete, președintele Comisiei Agricole Raionale
- Dumitru Chesa — Lică, șoferul de camion al cooperativei
- Radu Dunăreanu — inginerul silvic, șeful Ocolului Silvic Raional
- Radu Beligan — Filică Manole, inspectorul ministerial venit de la București
- Márton Andrási — țăran care vrea să iasă din cooperativă
- Ferencz Bencze — Gliga, țăranul cooperator care se ocupă cu creșterea cobailor (menționat Francisc Bencze)
- László Kiss
- Jana Gorea — țăranca cooperatoare care crește rațe
- Ernest Maftei — Vasile, țăran care vrea să iasă din cooperativă
- Sabin Făgărășanu
- Valeriu Valentineanu — șeful Direcțiunii Raionale a Clinicilor, un activist bătrân care nu bea decât sirop
- Nae Floca-Acileni (menționat Nicolae Floca)
- János Márton
- József Varga — Sandu, vecinul Terezei, paznicul pensionar care nu vrea să-și văruiască gardul
- Alexandru Făgărășanu
- Mircea Chirvăsuță
- Ferenc Bedõ
- Ion Anghel — țăranul cooperator reprofilat pe creșterea broaștelor

## Producție

### Scenariu

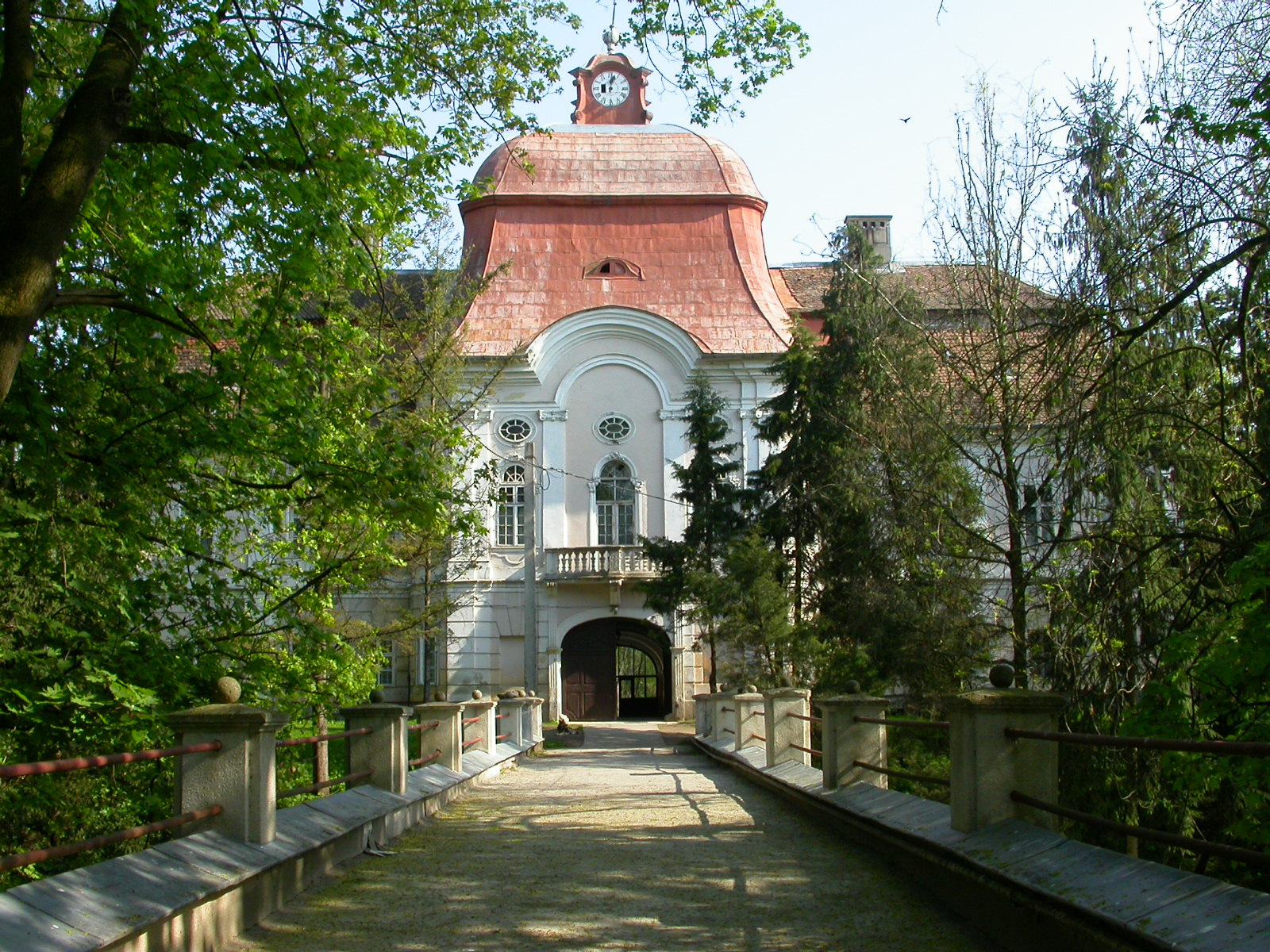
Castelul Teleki din Gornești

Scenariul filmului este inspirat într-un mod foarte liber din piesa de teatru Nuntă la castel (Tékozló szerelem, 1962) a lui András Sütő și a fost scris chiar de dramaturg. Această piesă în trei acte (cu titlul tradus ad-literam „Iubire risipitoare”) a fost creată prin combinarea a două dintre piesele anterioare într-un act ale autorului: Fecskeszárnyú szemöldök (1960) și Szerelem, ne siess (1961). Sütő a fost ajutat la definitivarea scenariului de dramaturgul Nicolae Török, care a contribuit ulterior la coproducția româno-maghiară Frumoasele vacanțe (1968) a lui Károly Makk; sarcina lui Török a fost cel mai probabil, potrivit regizorului maghiaro-român Nándor Jakab-Benke, adaptarea dialogurilor românești. Piesa lui Sütő era un omagiu adus romanului Fluturele (1925) al lui Zsigmond Móricz prin povestea de dragoste care sfida convențiile sociale și prin numele protagoniștilor: Hitves Zsuzsika și Darabos Jóska (în roman), respectiv Kincses Zsuzsika și Demeter Jóska (în piesa de teatru).
Acțiunea piesei de teatru a fost transferată din mediul unguresc transilvănean într-un mediu românesc, cu personaje majoritar românești (spre deosebire de piesa de teatru în care existau doar unul sau două personaje secundare românești). Numele personajelor au fost schimbate: Madaras a devenit Mădăraș, Golovics – Golovici, Zsuzsika – Măriuca, iar Jóska Demeter – Ștefan Dimitriu. Un singur personaj maghiar (sau care poate fi dedus ca maghiar) a fost păstrat în scenariu: preotul reformat, care a fost interpretat totuși de un actor român. Povestea de dragoste dintre o cooperatoare tânăra și un agronom proaspăt absolvent, care constituie intriga principală a piesei de teatru, devine în film doar un element de coloratură, acțiunea fiind deplasată către conflictul din interiorul unei cooperative agricole de producție, cauzat de confruntarea între elementele vechi materialiste și corupte, care împiedică progresul, și elementele tinere, care susțin practicarea unei agriculturi moderne. Conflictul apare atunci când tânărul inginer agronom intenționează să asaneze mlaștina din spatele castelului în scopul cultivării porumbului. „În fiecare zi, cei care își însușesc dreptul de a gândi și a-și forma o opinie trebuie stăpâniți. În cursul intrigii filmului, oameni cu vederi diametral opuse se ciocnesc în această privință. Este un film cu un ton satiric, nu o dramă”, declara Sütő unui reporter al revistei clujene Dolgozó Nő. Scenariul păstrează, de asemenea, caracterul anticlerical al piesei de teatru.

### Filmări
Castelanii este a doua colaborare între Sütő și regizorul Gheorghe Turcu după O mică întîmplare! (1957). Majoritatea rolurilor au fost distribuite actorilor români (unii dintre ei jucaseră deja în reprezentația piesei pe scenele teatrelor din București), apărând, totuși, și câțiva actori maghiari (Márton Andrási, Margit Kőszegi, László Kiss și Ferenc Bencze), dar în roluri nesemnificative.
Filmările au fost realizate în cursul anului 1966 la Castelul Teleki din Gornești, care devine elementul vizual definitoriu. Scenaristul András Sütő a participat activ la filmări, fiind consultat adesea și aflându-se aproape permanent în apropierea echipei de filmare. Într-un reportaj de la filmări publicat în acea vreme în ziarul clujean Utunk dramaturgul susținea că „scenariul așteaptă ca talentul regizorului să-l desăvârșească. Filmul este o creație colectivă. Munca comună a unui scenarist, regizor, actor, director de imagine și compozitor.”.

## Lansare
Castelanii a fost lansat la 1 septembrie 1967 în cinematografele din România, fiind vizionat de 1.613.568 de spectatori, după cum atestă o situație a numărului de spectatori înregistrat de filmele românești de la data premierei și până la data de 31 decembrie 2014 alcătuită de Centrul Național al Cinematografiei. Numărul mare de spectatori a făcut ca filmul Castelanii să devină cea mai de succes dintre adaptările cinematografice ale operei lui András Sütő.

## Receptare critică
Castelanii a avut parte de recenzii critice parțial favorabile, dar care au scos în evidență și lipsurile sale. Astfel, criticul O.T. scria în ziarul de partid Vörös Zászló („Steagul Roșu”) că „aproape nimic nu se întâmplă în film și, ca să fiu sincer, chiar și acest «ceva» nu se dovedește întotdeauna a fi cinematografic [...] Gheorghe Turcu ne rămâne dator în acest domeniu, din motive lesne de înțeles: după ce a lucrat mult timp cu András Sütő la finalizarea scenariului, nu a știut după aceea să aducă la viață scenariul cu simț cinematografic și imaginație cinematografică. Tocmai din acest motiv, există în Castelanii un pic prea multă literatură, un dialog asemănător celui literar, anunțuri și o «descriere» lipsită de un dramatism real și destul de puține secvențe impresionante vizual, indiscutabil cinematografice”.
László Török, criticul ziarului mureșean Új Élet, a scris o cronică mai favorabilă, în care a susținut că „Castelanii – chiar și cu slăbiciunile sale – este una dintre creațiile peste medie ale culturii noastre cinematografice din acest an”. O opinie similară a formulat-o criticul Tudor Caranfil în ziarul Informația Bucureștiului: „Castelanii constituie prin prezența sa neîndoielnică în actualitate și prin spiritul său polemic un film care indică drumuri.” Cu toate acestea, în lucrarea de referință Dicționar de filme românești (2003), publicată după schimbarea de regim, opinia lui Caranfil cu privire la acest film a devenit însă mai strictă: „Tocmai asta lipsește din film, o metodă de lucru care, prin expresivitatea sa, să pună în evidență dialogurile și să atenueze conducerea eșuată a actorilor de către regizor.”.
Cincizeci și cinci de ani mai târziu, regizorul maghiaro-român Nándor Jakab-Benke scria într-o analiză a ecranizărilor românești ale operei lui András Sütő că, în cei zeci ani trecuți de la ecranizarea anterioară a unei opere a lui Sütő, regizorul Gheorghe Turcu „se pare că a fost «infectat» de limbajul formal al modernismului european, care făcea furori în acea vreme, precum și de spiritul noilor valuri cinematografice – francez, ceh – pe care încearcă să le strecoare pe furiș în intriga unei piese de teatru populare, amplasate într-un sat și plină de personaje arhetipale. Unele dintre cadrele sale aproape că s-ar potrivi în filmele franceze mai ieftine ale vremii, dar, din păcate, ele sunt prea puține și sunt concentrate în principal în prima jumătate a filmului, iar până la sfârșitul celor 80 de minute rutina preia controlul complet. Glumele uneori plictisitoare sunt combinate cu muzica siropoasă a compozitorului Tibor Oláh – care a devenit cunoscut ca Tiberiu Olah în producția cinematografică românească.”.